# Nomada atroscutellaris
Nomada atroscutellaris ist eine Biene aus der Familie der Apidae.

## Merkmale
Die Bienen haben eine Körperlänge von 6 Millimetern (Weibchen) bzw. 5 bis 6 Millimetern (Männchen). Der Kopf und der Thorax der Weibchen sind schwarz und haben eine rote Zeichnung. Die Tergite sind überwiegend rot, teilweise schwarz. Das Labrum ist schwarz und trägt einen gezähnten Quergrat am Vorderrand. Das dritte Fühlerglied ist genauso lang wie das vierte. Das Schildchen (Scutellum) ist rot gefleckt. Die Schienen (Tibien) der Hinterbeine sind am Ende in eine Spitze ausgezogen und tragen ein Borstenhaar und zwei oder drei Dornen, die auf Grund der dichten Behaarung schlecht erkennbar sind. Die Männchen ähneln den Weibchen. Ihre Mandibeln, die Wangen und der Vorderrand der Stirnplatte und die Beine sind gelb gefleckt. Der Fühlerschaft ist schwarz und deutlich breiter als die Geißel. Wie auch bei den Weibchen sind die Schienen der Hinterbeine zu einer Spitze ausgezogen und mit Dornen versehen.

## Vorkommen und Lebensweise
Die Art ist in Süd-, Südost- und Mitteleuropa verbreitet. Die Tiere fliegen von Anfang April bis Ende Juni. Die Art parasitiert Andrena viridescens. Die Tiere besuchen vor allem Gamander-Ehrenpreis (Veronica chamaedrys).

## Belege
Felix Amiet, M. Herrmann, A. Müller, R. Neumeyer: Fauna Helvetica 20: Apidae 5. Centre Suisse de Cartographie de la Faune, 2007, ISBN 978-2-88414-032-4.

## Weblink
- Nomada atroscutellaris in der Roten Liste gefährdeter Arten der IUCN 2013.2. Eingestellt von: Smit, J., 2013. Abgerufen am 22. Februar  2014.